# Acronicta populi
Acronicta populi är en fjärilsart som beskrevs av Riley 1870. Acronicta populi ingår i släktet Acronicta och familjen nattflyn. Inga underarter finns listade i Catalogue of Life.